# والتر بيلي
والتر بيلي (بالإنجليزية: Walter Bailey)‏ (1 يناير 1876 ببرمنغهام في المملكة المتحدة - ) هو لاعب كرة قدم إنجليزي في مركز الهجوم.